# Knjiga Abrahamova
Knjiga Abrahamova (eng. Book of Abraham) sveti je tekst mormonizma koji je 1835. napravio Joseph Smith prema tekstu s jednog papirusa. Prema Smithu, knjiga je zapravo prijevod drevnih izvještaja koji su navodno zapisi biblijskoga lika Abrahama. Smithov prijevod drevnog egipatskog papirusa opisuje Abrahamov rani život.
Crkva Isusa Krista svetaca posljednjih dana je 1880. godine uvrstila ovaj spis u svoj biblijski kanon.
Smatralo se da je izvorni papirus nestao u velikom požaru u Chicagu 1871. 1966. pronađeni su fragmenti papirusa u New Yorku, kao i u arhivima Crkve.  
Danas stručnjaci uobičajeno smatraju da je Knjigu Abrahamovu sam Smith stvorio te da njezin tekst nema nikakve veze s izvornim staroegipatskim papirusom na kojem je zapravo pogrebni tekst starih Egipćana.

## Sadržaj
Knjiga ima pet poglavlja, a govori o putovanjima Abrahama u Kanaan i Egipat te o viziji koju je primio od Boga. 
Abrahamov rani život i njegova borba protiv idolopoklonstva u njegovoj obitelji i društvu opisani su u prvom i drugom poglavlju. U daljnjim se poglavljima mogu naći opisi stvaranja svemira i čovjeka.

#### Slike
Tri slike i njihovi opisi nalaze se u Knjizi Abrahamovoj. 
Prema Smithu, prva slika prikazuje Abrahama zavezanog za oltar, dok ga poganski svećenik pokušava žrtvovati. 
Druga je slika prikaz nebeskih tijela, broja 1000 i Boga, dok treća prikazuje Abrahama na faraonovu dvoru.
- Prva slika
- Druga slika
- Treća slika

U ovom je spisu spomenuto nebesko tijelo Kolob, što je zvijezda najbliža mjestu gdje Bog stanuje.

#### Pravo značenje papirusa
Knjiga Abrahamova je od svog objavljivanja izvor kontroverzi. Egiptolozi koji nisu mormoni uspjeli su objasniti pravo značenje drevnih zapisa na papirusu. Théodule Charles Devéria prepoznao je slike koje navodno prikazuju Abrahama i nebeska tijela kao drevne prikaze važne za staroegipatsku religiju. William Matthew Flinders Petrie napisao je da se sa sigurnošću može reći kako nema nikakve istine u Smithovim objašnjenjima papirusa.
Objašnjenje slika
Na prvoj je slici u liku ptice prikazana duša egipatskog boga Ozirisa, što je Smith smatrao anđelom Jahvinim. Četiri posude koje prikazuju Horusove sinove Smith je predstavio kao nepoznate bogove jer imena egipatskih božanstava nije znao. 
Druga slika, koja navodno prikazuje nebeska tijela, zapravo je prikaz hipokefala.
Na trećoj slici su prikazani bogovi Oziris i njegova obitelj te božica Ma'at.
Nema nikakve sumnje da je ovo tumačenje točno te da je Smith sam stvorio Knjigu Abrahamovu uz pomoć slika.